# Crisi del 1383-1385
Per crisi del 1383-1385 (in portoghese Crise dinástica de 1383–1385) o interregno portoghese del 1383-1385, come definito dalla storiografia portoghese, si intende nella storia del Portogallo un periodo di guerre civili che iniziarono con la morte di Ferdinando I del Portogallo, il quale non lasciò eredi maschi e finì con l'ascesa al trono di Giovanni I del Portogallo, il quale diede inizio alla dinastia degli Aviz, nella scia della battaglia di Aljubarrota.

## Preludio
Nel 1383 re Ferdinando I del Portogallo stava morendo. Dal matrimonio con Eleonora Telles de Menezes sopravvisse solo una ragazza: la principessa Beatrice del Portogallo. Il matrimonio di Beatrice fu uno dei maggiori problemi, poiché poteva determinare il futuro del regno. Diverse fazioni politiche cominciarono ad indirizzare possibili candidati, tra cui anche principi inglesi e francesi. Alla fine il re decise di dare in sposa la figlia a Giovanni I di Castiglia. Il matrimonio, celebrato nel maggio 1383, doveva porre fine alle ostilità tra i due paesi, tuttavia la soluzione non venne universalmente accettata. L'unione dinastica avrebbe significato la perdita dell'indipendenza portoghese in favore della Castiglia e molti nobili furono fieramente contrari a questa soluzione, che però non erano uniti sotto pretendente comune al regno. I due candidati, entrambi fratellastri di Ferdinando, erano Giovanni, figlio di Pietro I del Portogallo e Inés de Castro, il quale all'epoca viveva in Castiglia, e Giovanni d'Aviz, altro figlio naturale di Pietro I, molto popolare tra la tradizionale aristocrazia e la borghesia. Il 22 ottobre 1383 Ferdinando I morì. La moglie di Ferdinando, Eleonora Telles de Menezes, assunse la reggenza, in nome della figlia e del genero. Poiché non fu più possibile un'opposizione diplomatica, le fazioni indipendentiste presero misure più drastiche, dando così inizio alla crisi.

## La crisi
Il consiglio privato della reggenza fece l'errore di escludere qualsiasi rappresentanza dei mercanti di Lisbona. Il primo atto di ostilità venne intrapreso da Giovanni d'Aviz nel dicembre 1383. João Fernandes Andeiro, Conte di Ourém, chiamato Conde Andeiro, il detestato amante della regina, venne ucciso da un gruppo di cospiratori guidati da Giovanni d'Aviz. A seguito del suo atto di guerra, Giovanni si acclamò "regidor e defensor do reino"(reggente e protettore del regno) e, grazie anche al sostegno della borghesia di Lisbona, divenne il maggiore oppositore alla reggenza. Giovanni d'Aviz, con l'aiuto di Nuno Álvares Pereira, riuscì a conquistare molte città portoghesi. La replica di Giovanni I di Castiglia non si fece attendere, poiché occupò la città di Santarem. Nel tentativo di normalizzare la situazione ed assicurare la corona alla moglie, Giovanni obbligò la regina Eleonora ad abdicare, prendendone per mano la situazione.
La resistenza armata si scontrò con l'esercito castigliano il 6 aprile 1384, nella battaglia di Atoleiros. Il Generale Nuno Álvares Pereira vinse la battaglia per conto dei partigiani degli Aviz, tuttavia la vittoria non fu decisiva. A maggio Giovanni di Castiglia assediò Lisbona con una flotta d'appoggio che bloccava il porto cittadino. Con l'occupazione castigliana della capitale, la causa indipendentista pareva in posizione di forte svantaggio. D'altra parte, Giovanni I di Castiglia non aveva bisogno della capitale solo per questioni finanziarie, ma anche politiche: infatti ne lui ne la moglie Beatrice furono coronati a Lisbona come sovrani del Portogallo. Intanto il generale Pereira continuava ad attaccare le città leali verso il re castigliano e a bersagliare l'esercito invasore. Giovanni di Aviz si focalizzò quindi nel fronte diplomatico. Infatti le diatribe internazionali furono decisive per determinare il futuro del Portogallo. In quel periodo, in Francia, la guerra dei cent'anni era al suo apice: il conflitto, per la contesa della corona di Francia, andò oltre i confini francesi. Siccome la Castiglia era un tradizionale alleato della Francia, cosicché l'intesa con l'Inghilterra fu la naturale opzione per Giovanni di Aviz. In maggio, con Lisbona sotto assedio, venne inviata un'ambasciata a Riccardo II d'Inghilterra. Riccardo II all'epoca era solo un adolescente; vero detentore del potere era suo zio Giovanni Plantageneto, I duca di Lancaster. Nonostante fosse inizialmente riluttante, alla fine il duca di Lancaster concesse di inviare truppe in Portogallo per rinforzare l'esercito portoghese. Nel frattempo a Lisbona si stava lottando contro la fame e si temeva la sconfitta. Bloccata da terra e da mare, la città non aveva speranza di avere rilievo per l'esercito di Giovanni di Aviz; l'esercito di Aviz era troppo piccolo per rischiare un intervento al fine di liberare Lisbona. Nonostante ciò un tentativo fu fatto per liberare via mare Lisbona: il 18 luglio 1384 un gruppo di navi, comandate da Rui Pereira, tentò di rompere l'assedio castigliano, rilasciando preziose forniture di viveri per Lisbona. Il costo delle operazioni fu alto dato che tutte le navi vennero perse e lo stesso Rui Pereira morì in combattimento. Nonostante questo successo minore, l'assedio persisteva. Poco tempo dopo la città di Almada si arrese ai castigliani. L'assedio non fu penalizzante solo per gli abitanti di Lisbona, bensì anche per i soldati castigliani, tanto che anche ad essi mancavano viveri; inoltre l'esercito castigliano doveva far fronte allo scoppio di un'epidemia di peste bubbonica. A questo punto Giovanni di Castiglia, nel settembre 1384, fu costretto a ritirarsi in Castiglia e ad abbandonare l'assedio. Qualche settimana dopo anche la flotta castigliana levò le ancore da Lisbona e tornò in patria.
Tra la fine del 1384 e l'inizio del 1385, Nuno Álvares Pereira cercò di sottomettere la maggior parte delle città portoghesi favorevoli alla causa castigliana. Rispondendo alla richiesta di aiuto, le truppe inglesi sbarcarono in Portogallo il giorno di Pasqua. Non era un contingente numeroso, solo seicento uomini, ma la maggior parte dei quali erano veterani delle battaglie della guerra dei cent'anni. Il 6 aprile 1385 Giovanni di Aviz venne incoronato re del Portogallo dalle Cortes riunite a Coimbra, un chiaro atto di sfida verso le pretese castigliane. Nuno Álvares Pereira venne nominato contestabile del Portogallo. Giovanni di Castiglia inviò una spedizione punitiva, ma il suo esercito venne sconfitto nella battaglia di Trancoso nel mese di maggio del 1385. A questo punto il re castigliano, capendo che per risolvere la questione doveva usare tutte le sue forze, comandò lui stesso un poderoso esercito, che invase il Portogallo, partendo da nord, nella seconda settimana di giugno. Le forze in campo erano dalla parte del re castigliano, trentamila contro seimila ribelli portoghesi. I castigliani riuscirono a conquistare la regione di Lisbona e di Santarem. Intanto gli eserciti di Giovanni di Aviz e di Nuno Álvares Pereira si trovarono a Tomar. Dopo una discussione, si decise di non permettere ai castigliani di assediare ancora Lisbona, ma di intercettarli nel vicinato di Leiria, nei pressi del villaggio di Aljubarrota. Il 14 agosto l'esercito castigliano, molto lento nelle manovre dato il numero di truppe, si scontrò con l'esercito portoghese, rinforzato dal distaccamento inglese. Il susseguente combattimento, la battaglia di Aljubarrota, la cavalleria castigliana fu decimata dagli arcieri ai fianchi e dall'uso di strutture difensive, come il piede di corvo. Con questa vittoria, Giovanni di Aviz venne riconosciuto come unico re del Portogallo, ponendo fine all'interregno. Il riconoscimento da parte della Castiglia non arrivò fino al 1411, a seguito della vittoria portoghese a Valverde. L'alleanza anglo-portoghese venne suggellata con il Trattato di Windsor del 1386 e il matrimonio tra Giovanni I del Portogallo con Filippa di Lancaster, figlia di Giovanni Plantageneto.